# Wilhelm Hiller (Geophysiker)
Wilhelm Gustav Paul Hiller (* 2. Februar 1899 in Altdorf, Landkreis Böblingen, Württemberg; † 31. Juli 1980 in Stuttgart), evangelisch, war ein deutscher Geophysiker, Seismologe sowie Hochschullehrer.

## Leben
Der gebürtige Altdorfer Wilhelm Hiller, Sohn des Oberlehrers Wilhelm Hiller senior und dessen Ehefrau Berta geborene Wanner, widmete sich nach dem Abitur dem Studium der Physik an der Technischen Hochschule Stuttgart sowie an der Eberhard Karls Universität Tübingen, das er 1927 in Stuttgart mit dem Erwerb des akademischen Grades eines Dr.-Ing. abschloss.
Wilhelm Hiller erhielt 1923 eine Stelle als Wissenschaftlicher Mitarbeiter beim Württembergischen Erdbebendienst, nach 1945 Landeserdbebendienst Baden-Württemberg (LED), in Stuttgart, dort wurde er 1934 mit der Leitung betraut, 1962 legte er seine Funktion nieder. Parallel dazu habilitierte Hiller sich 1939 als Privatdozent für das Fach Geophysik an der Technischen Hochschule Stuttgart, dort wurde er 1950 zum Honorarprofessor, 1962 zum ordentlichen Professor ernannt, 1967 erfolgte seine Emeritierung. Zusätzlich hatte Hiller seit 1957 eine Honorarprofessur an der Eberhard Karls Universität Tübingen inne.
Wilhelm Hiller fungierte darüber hinaus von 1951 bis 1953 als erster Vorsitzender der Deutschen Geophysikalischen Gesellschaft, von 1951 bis 1956 als Präsident der Europäischen Seismologischen Kommission sowie von 1956 bis 1959 als Leiter der Sektion Seismologie und Physik des Erdinnern in der Deutschen Union für Geodäsie und Geophysik. Wilhelm Hiller wurde 1943 zum Mitglied der Deutschen Akademie der Naturforscher Leopoldina gewählt.
Hiller erfand im Rahmen seiner Forschungen den Nahbebenseismographen der Bauart „Stuttgart“.
1928 heiratete Wilhelm Hiller Tilly Streich und hatte mit ihr drei Kinder. Er starb am 31. Juli 1980 im Alter von 81 Jahren in Stuttgart.

## Publikation
- Ueber die Geschwindigkeit der seismischen Oberflächenwellen bei Weltbeben, insbesondere ihre Abhängigkeit von der geophysikalischen Beschaffenheit des Durchlaufenen Wegs. Dissertation. Akademische Verlagsgesellschaft Geest & Portig, Leipzig 1927.